# Henry Cooper (político)
Henry Cooper (Columbia, 22 de agosto de 1827-Guadalupe y Calvo, 4 de febrero de 1884) fue un abogado, juez y político estadounidense que se desempeñó como miembro del Senado de los Estados Unidos por Tennessee (1871-1877). Durante su carrera, Cooper tuvo varias afiliaciones políticas, incluidas el partido whig, know nothing y el partido demócrata.

## Primeros años
Cooper nació el 22 de agosto de 1827 en Columbia, Tennessee. Tenía tres hermanos, incluidos William Frierson Cooper y Edmund Cooper, y dos medios hermanos, incluido Duncan Brown Cooper.
Asistió a la Academia Dixon en Shelbyville, Tennessee y se graduó de Jackson College en Jackson, Tennessee en 1847. Estudió derecho y fue admitido en el colegio de abogados en 1850.

## Carrera

### Cómo político
Se desempeñó como miembro de la Cámara de Representantes de Tennessee desde 1853 hasta 1855 y nuevamente desde 1857 hasta 1859. Fue nombrado juez del antiguo 7º Circuito Judicial en abril de 1862. En enero de 1866 renunció a su cargo y se mudó a Lebanon, Tennessee donde se convirtió en profesor en la Facultad de Derecho de Cumberland. En 1867 se mudó a Nashville, donde sirvió en el Senado del Estado de Tennessee, 1869-1870.
La Asamblea General de Tennessee lo eligió para el Senado de los Estados Unidos por un período que comenzó el 4 de marzo de 1871. No buscó otro mandato y su servicio en el Senado terminó el 3 de marzo de 1877.

### Cómo minero
A principios de la década de 1880, se dedicaba a operaciones mineras en la localidad de Tierra Blanca, municipio de Guadalupe y Calvo, Chihuahua, México.

## Fallecimiento
Fue asesinado por bandidos el 4 de febrero de 1884, mientras se encontraba en México, trabajando en el sector minero. Fue enterrado cerca y se erigió un cenotafio en su memoria en el cementerio de Old City en Shelbyville, Tennessee.